# Shigeko Hirakawa
 (août 2025).
Shigeko Hirakawa (平川 滋子, Hirakawa Shigeko) est une artiste plasticienne japonaise née à Kurume (Fukuoka, Japon) 1953 et installée en France à partir de 1983.

## Biographie

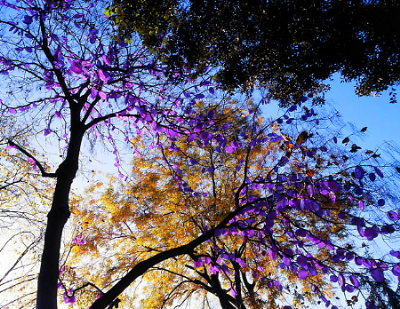
[http://shigeko-hirakawa.com/NewSite/Nature_11_F.html Arbre à photosynthèse, 2006 (Catalpa de 20 mètres de haut, 1500 disques de 22 cm de diamètre, Pigment photochromique).

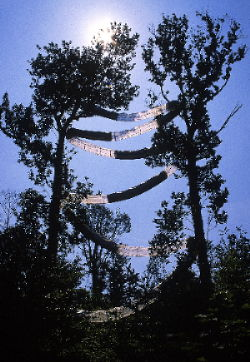
[http://shigeko-hirakawa.com/NewSite/Nature_12_F.html Toboggan des Dieux,　2006
(30 mètres de haut).

Shigeko Hirakawa expose depuis 1980, travaille dans un atelier du ministère de la culture français à Châtenay-Malabry.
Peintre à l’origine, son travail a radicalement changé depuis son arrivée en France en 1983. Intéressée par la relation entre l’humain et la nature découverte en France, elle déploie des installations en plein air. Peu à peu, les éléments cruciaux de la planète, comme l’eau, l’air, l’énergie solaire, les plantes, etc. ont pris une place prépondérante dans ses recherches artistiques.
Confrontée à de violents orages le sud de la France qui ont détruit à plusieurs reprises, non seulement une de ses installations en cours de réalisation, mais aussi des routes goudronnées, elle a commencé à réfléchir aux déchainements de plus en plus fréquents de la nature. Après les tempêtes de 1999 et la canicule de 2003 en France, elle s’est mise à créer des œuvres dont le concept est très fortement lié à nos préoccupations environnementales.
Par exemple, Air en péril est un projet artistique inspiré par le rapport de l’Union européenne sur les forêts européennes endommagées par la pollution atmosphérique. Il est constitué de trois éléments majeurs : Arbre à photosynthèse, Roue aérienne et Molécule d’oxygène. "Arbre à photosynthèse" (œuvre réalisée en France et aux États-Unis en 2006 et 2007) possède plus de mille disques dotés d’un pigment photochromique réactivé par des rayons solaires et qui changent de couleur, du blanc lacté (la nuit) au violet intense (le jour). Ces changements continus de couleur (selon la luminosité ambiante) permettent de visualiser la photosynthèse des plantes qui absorbent le CO2 (gaz à effet de serre) pour produire notre oxygène.
Ses installations apportent aussi un aspect poétique à la question cruciale de l’environnement. Ainsi, son œuvre Toboggan des Dieux (2006, longueur totale 66 mètres, hauteur 30 mètres) fait-elle référence à la solution de la mythologie japonaise pour faire descendre les dieux sur terre et rassurer les humains confrontés à la sauvagerie de la nature. Ironiquement, cette sauvagerie est aujourd'hui déclenchée par les humains eux-mêmes et leurs sociétés centrées sur le profit.

## Diplômes
- 1971-1975 : Diplômée de Tokyo Joshi Daigaku - Tokyo Woman's Christian University (lettres et histoire du Japon, Tokyo)
- 1976-1980 : Diplômée de Tokyo Geijutsu Daigaku -  Université nationale des beaux-arts et de la musique de Tokyo (peinture à l'huile)
- 1983-1986 : Étudiante à l'École nationale supérieure des beaux-arts de Paris (Atelier d'Olivier Debré) (1983-1986 : Boursière du gouvernement français)

## Projets et réalisations publiques
- 2019 Belle-Dame de Jumièges : exposition "Jumièges - À ciel ouvert", Abbaye de Jumièges, France
- 2015 Envol bleu, Projet Land Art Départemental, Ferme de Chosal, Coponnex, France
- 2014 Projet Empreinte sur l'eau : exposition "Regard d'artiste", l'E.P.C.C. Chemins du patrimoine en Finistère - Domaine de Trévarez, France. Catalogue Regard d'artiste Shigeko Hirakawa.
- 2013 Ange de feu : exposition "Au-delà de mes rêves", Monastère royal de Brou, Musée de Brou, Bourg-en-Bresse, France
- 2013 Mandala oublié - labyrinthe de méditation : exposition "Jumièges - À ciel ouvert", Abbaye de Jumièges, France
- 2012 Arbre aux fruits célestes : Centre Arts et Nature, Domaine de Chaumont-sur-Loire, France
- 2011 Arc-en-ciel de l'humanité : Ve Biennale d'Art Contemporain de Melle, "Habiter la Terre", (Melle, France)
- 2011 Hélioflore - Fleur photovoltaïque : exposition "Art en la matière", commande de l'Union des Industries Chimiques (l'UIC), (Marseille, France)
- 2010 Appel d'air : au Jardin des plantes de Rouen dans le cadre de l'exposition « Rouen impressionnée » initié par la ville. Normandie, France
- 2009 Arbre à photosynthèse, Tokyo 2009 : exposition "Artist File 2009", The National Art Center, Tokyo. Catalogue ARTIST FILE 2009, 010 Shigeko Hirakawa (Tokyo, Japon)
- 2009 Arbre ailé : exposition "Éphémère", les Rives de l'Art art contemporain, Dordogne, France
- 2007 Arbre à photosynthèse : exposition "JAMAICA FLUX", Jamaica Center for Arts & Learning (New York,  États-Unis)
- 2006 Arbres ailés : exposition "Espaces Poétiques", province de Liège, Belgique (Château de Jehay, Liège, Belgique)
- 2006 Toboggan des Dieux : exposition La biennale d'art contemporain "Les Environnementales, avec et dans la nature", Tecomah - l'École de l'Environnement et du Cadre de Vie (Jouy-en-Josas, France)
- 2003 Air Branché & Eau Domestiquée 2003 : installation éphémère commandée par le Conseil général de l'Hérault (Montpellier, France). Document : Air Branché & Eau Domestiquée 2003
- 2001 Ellipse rouge : achat de l'œuvre par l'université internationale de Josai (Chiba, Japon)
- 1999 Cinq sphères rouges : collection du Département des sciences mathématiques de l'Université de Tokyo (Komaba, Tokyo, Japon)
- 1997 Arbre généalogique/Mort, Transmutation/Vie : exposition "la Triennale Mont-de-Marsan sculptures". Ville de Mont-de-Marsan. Catalogue : Mont-de-Marsan sculptures, le Japon, 1997, Créations in-situ
- 1992 Flotte Ile : Commande publique, 1% Artistique dans le cadre du projet "Art et Lycées" du Conseil régional d'Île-de-France. Lycée Van Gogh (Aubergenville)

## Expositions personnelles
- 2021 Espace Andrée Chedid : "Bulle éternelle" (Issy-les-Moulineaux, France)
- 2011 Kanaz Forest of Creation : "ART DOCUMENT - Shigeko Hirakawa, Air en Péril, Forêt à photosynthèse". Catalogue : Shigeko Hirakawa, Air en péril ? (Fukui, Japon)
- 2010 Maison des Arts d'Antony : "Arc-en-ciel de l'humanité" (Antony, France)
- 2007 Musée de la mine du Nord/Pas de Calais : "Arbre à photosynthèse" (Lewarde, France)
- 2006 Parc de l'Hôtel de Ville d'Argenteuil : "Arbre à photosynthèse". Ville d'Argenteuil. Catalogue: Arbre à photosynthèse
- 2005 Musée de la mine du Nord/Pas-de-Calais : "Air, Poumon" (Lewarde, France)
- 2005 Galerie Parisud : "Air et Eau / Eau-ciel 2005" (Cachan, France)
- 2003 Parc du Château d'Ô : "Air Branché & Eau Domestiquée 2003" (Montpellier, France)
- 2001 Maison des Arts de Malakoff Centre d'art contemporain : "Eau Suivie". Catalogue: eau suivie (Malakoff, France)
- 2001 Mairie de Choisy-le-Roi : "Geste". Ville de Choisy-le-Roi, France.
- 1998 Mairie de Choisy-Le-Roi : "Sculptures et Peintures". Ville de Choisy-le-Roi. Catalogue: œuvres sélectionnées 1993-1998. (France)
- 1995 Musée Naturel et Ethnologique Adelhauser Kloster de Freiburg, Galerie Municipale Schwarzes Kloster (Freiburg im Breisgau)
- 1993 Galerie Imperts : "Décoloration" (Wroclow, Pologne)
- 1992 Galerie Pascal Polar : "Peinture, installation, sculpture" (Bruxelles, Belgique)

## Publications
- SHIGEKO HIRAKAWA, eau suivie / water followed, Olivier Delavallade, Maison des arts de Malakoff, 2001,  (ISBN 2-9515719-3-3)
- ARTIST FILE 2009, The NACT Annual Show of Contemporary Art, 010 HIRAKAWA Shigeko, Yusuke Minami, 国立新美術館/ The National Art Center, Tokyo, 2009
- jardins écologiques - ecology, source of creation, Sophie Barbaux, ICI Interface, 2010,  (ISBN 978-2-916977-11-9)
- SHIGEKO HIRAKAWA, Regard d'artiste, Natalie Sarrabezolles, Philippe Ifri, Colette Garraud, Bernard Chauveau Éditeur, 2014
- AR(t)BRE & ART CONTEMPORAIN, POUR UNE ECOLOGIE DU REGARD, Martine Francillon, préfaces de Jack Lang et Claude Mollard, La Manufacture de l'image, 2017,  (ISBN 978-2-36669-020-0)
- Art et nature à Chaumont-sur-Loire, Chantal Colleu-Dumond, Flammarion, 2017,  (ISBN 978-2-0814-0824-1)
- Shigeko Hirakawa, Visualiser le silence/ Visualize the Silence, Shigeko Hirakawa, préface de Jacques Leenhardt, La Manufacture de l'image, 2024,  (ISBN 978-2-36669-074-3)